# Victorina Alonso-Cortés
Victorina Alonso-Cortés Concejo (Valladolid, 28 de noviembre de 1929-16 de abril de 2024) fue una bibliotecaria española.

## Trayectoria
Era nieta del poeta Narciso Alonso Cortés. Se licenció en Filosofía y Letras por la Universidad de Barcelona en el itinerario de Filología Románica. Fue una de las organizadoras de Aulas de Cultura, un proyecto para llevar educación y cultura a personas adultas, de la Diputación Provincial de Valladolid. También fue redactora en la Editorial Labor de Barcelona.
Cuando vivía en Barcelona, en 1965 investigó en el Archivo General de la Corona de Aragón donde fue presentada por la archivera Carmen Larrucea. Al año siguiente, en 1966, ingresó en el Cuerpo Facultativo de Archiveros, Bibliotecarios y Arqueólogos. En 1974, consiguió destino en la Biblioteca de la Universidad de Valladolid.
En 1979, después de haberse presentado a las elecciones municipales por la Unión de Centro Democrático (UCD), fue nombrada concejala de bibliotecas del Ayuntamiento Valladolid. Fue la primera y la única concejala que ha ejercido el cargo hasta el momento. Participó activamente en la creación de infraestructuras culturales, en la gestión de bibliotecas y en la promoción de la educación, el libro y la lectura. Además, puso en funcionamiento la biblioteca infantil del pabellón del Campo Grande, la biblioteca municipal de la Casa de Zorrilla y la del barrio de Pajarillos. Como concejala de bibliotecas, fomentó la creación de más bibliotecas municipales por toda la ciudad y la Biblioteca de Castilla y León. 
Durante la Transición, se implicó de forma activa en la vida política y cultural de Valladolid. Participó en iniciativas, conferencias y artículos de actualidad que se publicaron en el periódico El Norte de Castilla entre 1970 y 1983. Todos estos textos fueron recopilados en un libre llamado 70 bicicletas y otras yerbas en 2002. 
Alonso-Cortés, que siempre mostró interés por cuestiones sociales, participó en el I Congreso Internacional de la Mujer, que tuvo lugar en Madrid en junio de 1970. Además de escribir sobre el papel de la mujer en la sociedad, se preocupó por conservar la historial local de Valladolid y su patrimonio histórico-artístico. 
En 1983 obtuvo el cargo de directora de la Biblioteca Pública del Estado en Cádiz y en 1986 empezó a dirigir la de Valladolid hasta 1990.
En 2003, editó una selección de poesías de su abuelo Narciso Alonso Cortés y en 2016 una biografía. En 2010, publicó Valladolid, labradores, mujeres y cofrades: Cofradía de la Candelaria. Esta obra consiste en la transcripción paleográfica del manuscrito del siglo XV de las ordenanzas de la Cofradía de Nuestra Señora de la Candelaria de Valladolid, del que era propietaria, y que acompañó de comentarios históricos. 

## Reconocimientos
En 2020, Alonso-Cortés fue incluida dentro del proyecto “Mujeres Investigadoras en los Archivos Estatales (1900-1970)” para la descripción archivística y creación de un micrositio específico en el Portal de Archivos Españoles (PARES), desarrollado entre 2020-2023. Este proyecto ha sido impulsado por la Subdirección General de Archivos Estatales, con el objetivo visibilizar la labor de investigación realizada en España por las mujeres en el intervalo 1900-1970 partiendo de los registros documentales que se conservan en los Archivos de Gestión de los AAEE del Ministerio de Cultura (el Archivo Histórico Nacional, el Archivo de la Corona de Aragón, el Archivo General de Simancas, el Archivo General de Indias, el Archivo de la Real Chancillería de Valladolid, el Archivo General de la Administración y el Centro de Información Documental de Archivos).

## Obra
- 2002 - 70 bicicletas y otras yerbas. Valladolid: Fundación Municipal de Cultura del Ayuntamiento de Valladolid. ISBN 8495389290.
- 2010 - Valladolid, labradores, mujeres y cofrades: Cofradía de la Candelaria. Valladolid: Fundación Municipal de Cultura del Ayuntamiento de Valladolid. ISBN 9788496864436.
- 2016 - Narciso Alonso Cortés: vida y obra. Valladolid. ISBN 9788460863533.

### Como editora
- 2003 - Obra selecta (1875-1972). Narciso Alonso Cortés. Valladolid: Fundación Municipal de Cultura del Ayuntamiento de Valladolid. ISBN 9788495389503.